# Dano Pantić
Dano Pantić (* 2. březen 1972 Jugoslávie) je bývalý reprezentant Jugoslávie v judu, srbského původu.

## Sportovní kariéra
Zápasil v době, kdy jugoslávský (srbský) sport nebyl v nejlepší finanční kondici. Přesto se uměl připravit na turnaje a patřil k evropské špičce. Na olympijských hrách startoval pouze jednou v roce 1992 v Barceloně. Vypadl v prvním kole s Japoncem Kaiem. Nově vzniklá Jugoslávie tehdy ještě nebyla členem MOV a tak startoval pod olympijskou vlajkou.
Na vrcholu sil byl v roce 1996, ale nedokázal je prodat na mistrovství Evropy, kde vypadl v prvním kole. Zavřel si tím dveře k účasti na olympijských hrách v Atlantě. V roce 1997 vytěžil ze zlepšené formy první cenný kov (mimo univerziády).
Vrcholovou kariéru ukončil po roce 2001. Judu se věnuje jako trenér v klubu Žandarmerija v Bělehradě.

## Výsledky
| Turnaj                               | 1991 | 1992 | 1993 | 1994 | 1995 | 1996 | 1997 | 1998 | 1999 | 2000 | 2001 |
| ------------------------------------ | ---- | ---- | ---- | ---- | ---- | ---- | ---- | ---- | ---- | ---- | ---- |
| Olympijské hry                       | -    | úč.  | -    | -    | -    | dns  | -    | -    | -    | dns  | -    |
| Mistrovství světa                    | úč.  | -    | dns  | -    | úč.  | -    | 7.   | -    | úč.  | -    | úč.  |
| Mistrovství Evropy + bez rozdílu vah | dns  | 7.   | dns  | úč.  | dns  | úč.  | 3.   | úč.  | úč.  | úč.  | dns  |
| Mistrovství Evropy + bez rozdílu vah | dns  | úč.  | 7.   | dns  | dns  | dns  | dns  | úč.  | dns  | dns  | dns  |